# Rubus trigonus
Rubus trigonus är en rosväxtart som beskrevs av C. Kalkman. Rubus trigonus ingår i släktet rubusar, och familjen rosväxter. Inga underarter finns listade i Catalogue of Life.